# Karl Doerr (Journalist)
Karl Doerr (* 28. Dezember 1898; † um 1951) war ein deutscher Journalist und Chefredakteur in Weimar.

## Leben
Karl Doerr war Chefredakteur einer SPD-Zeitung bis 1933.
Im Herbst 1945 wurde er einer der beiden verantwortlichen Redakteure der neuen SPD-Zeitung Tribüne in Weimar. Nach der Zwangsvereinigung von SPD und KPD zur SED und von deren Zeitungen wurde er einer der beiden Chefredakteure der neuen Zeitung  Thüringer Volk. 1947 war er außerdem  Mitglied im Sekretariat des Landesvorstandes der SED in Thüringen. 1948 wurde er dort nicht mehr genannt. Zu seinem 50. Geburtstag am 28. Dezember 1948 erschien ein sehr lobender Artikel über ihn in seiner Zeitung.
Am 17. Februar 1949 verfasste Karl Doerr einen Artikel über das Öl und die Wirtschaftskraft der USA, die einen erheblichen Anteil an deren siegreicher Beteiligung am Zweiten Weltkrieg gehabt hätten. Diese Aussage missfiel einigen sowjetischen Verantwortlichen wegen der angeblich damit verbundenen Schmälerung des entscheidenden Anteils der Sowjetunion am Kriegsausgang.
Karl Doerr fiel in Ungnade und verlor seine Posten. Er wurde auf eine Parteischule zur ideologischen Schulung geschickt und musste seine Verfehlungen einräumen. 

„Die Landesparteischule hat mir die Möglichkeit gegeben, mich theoretisch-wissenschaftlich und ideologisch so zu festigen, dass meine schädliche sozialdemokratische Denkweise endgültig überwunden ist und ich, frei von Sozialdemokratismus, mich der Entwicklung der Partei neuen Typus ohne innere und äußere Schwankungen widmen kann.“

Bald danach floh er nach West-Berlin.
1950 schrieb er in Düsseldorf für die Zeitung Das Freie Wort des Bundes der Verfolgten des Naziregimes.  Bald danach starb er dort im Alter von nur 53 Jahren.